# 宽桑
宽桑（法語：Coinsins，法語發音：[kwɛ̃zɛ̃]）是瑞士联邦西部法语区的沃州下设的一个镇。在行政上属于尼永区管辖。宽桑的总面积为2.91平方公里。截至2010年底，总人口为394。

## 历史
宽桑境内有一座建于18世纪的城堡。

## 地理
宽桑位于莱芒湖西北，东以瑟里讷河为界。